# Élections générales uruguayennes de 2004
Les élections générales uruguayennes de 2004 ont lieu le 31 octobre 2004 afin d'élire simultanément le président et le vice-président ainsi que les 99 membres de la chambre des représentants et les 30 membres du Sénat de l'Uruguay. Un référendum sur l’accès à l'eau et à l'assainissement en tant que droits humains fondamentaux a lieu simultanément. 
Le président sortant Jorge Batlle n'est pas candidat à sa réélection, en accord avec la Constitution qui ne permet pas les mandats présidentiels consécutifs.
Le scrutin donne lieu à une alternance, le candidat de l'opposition de gauche Tabaré Vázquez remportant la présidentielle, tandis que la coalition menée par son parti, le Front large, décroche la majorité absolue dans les deux chambres. Pour la première et unique fois depuis la mise en place en 1999 du scrutin présidentiel en deux tours, un candidat l'emporte dès le premier tour, Vázquez réunissant 51,68 % des voix.
Les élections sont également les premières à porter au pouvoir un gouvernement de gauche après 170 ans d'alternance entre  les partis « blancos » (conservateurs) et « colorados » (libéraux).

## Système électoral
L'ensemble des scrutins se déroule simultanément, le seul vote de l'électeur pour un parti comptant pour ses candidats à la présidence, à la vice-présidence, à la chambre des représentants, et au Sénat, selon un système électoral connu sous le nom de Ley de lemas.

### Président
Le président uruguayen est élu en même temps que son vice-président au scrutin uninominal majoritaire à deux tours pour un mandat de cinq ans non renouvelable de manière consécutive. Si aucun candidat ne remporte la majorité absolue des voix dès le premier tour, un second est organisé entre les deux candidats arrivés en tête. Celui recueillant le plus de suffrages est alors déclaré élu.

### Parlement
L'Uruguay est dotée d'un parlement bicaméral appelé Assemblée générale. Celle-ci est composée d'une chambre basse, la Chambre des représentants, et d'une chambre haute, le Sénat. Toutes deux sont renouvelées simultanément pour un mandat de cinq ans.
La chambre des représentants est dotée de 99 sièges pourvus au scrutin proportionnel plurinominal dans 19 circonscriptions correspondant aux départements du pays. Le nombre de sièges est attribué en fonction de leur population, avec un minimum de deux sièges par département.
Le Sénat est quant à lui doté de 30 sièges pourvus au scrutin proportionnel plurinominal selon la même méthode, mais au sein d'une unique circonscription nationale.
Une fois le décompte des suffrages terminé, la répartition des sièges se fait à la proportionnelle sur la base du quotient simple, et les sièges restants selon la méthode de la plus forte moyenne. 
Les candidats doivent avoir au moins 25 ans pour être député, et 30 ans pour être sénateur. Le vice-président devient également le président du Sénat. Le nombre de sièges composant celui-ci étant pair, la voix du vice-président peut être déterminante pour départager les votes à la majorité absolue.

## Forces en présence
| Parti | Parti                                                                              | Idéologie                                                                                | Candidat à la présidence | Résultats en 1999                       |
| ----- | ---------------------------------------------------------------------------------- | ---------------------------------------------------------------------------------------- | ------------------------ | --------------------------------------- |
|       | Coalition Front large Encuentro Progresista-Frente Amplio-Nueva Mayoría (EP-FA-NM) | Gauche à centre gauche Socialisme démocratique, Social-démocratie, Progressisme          | Tabaré Vázquez           | 40,1 % des voix 40 députés 12 sénateurs |
|       | Parti national Partido Nacional (PN)                                               | Droite Nationalisme, National-conservatisme, Libéralisme économique                      | Jorge Larrañaga          | 32,8 % des voix 33 députés 10 sénateurs |
|       | Parti Colorado Partido Colorado (PC)                                               | Centre droit Libéralisme, Social-libéralisme, battlisme                                  | Guillermo Stirling       | 22,3 % des voix 22 députés 7 sénateurs  |
|       | Parti indépendant Partido Independiente (PI)                                       | Centre à Centre gauche Social-démocratie, Socialisme démocratique, Démocratie chrétienne | Pablo Mieres             | Nouveau                                 |

## Résultats
|                         |                                                                     |                                         |              |              |         |               |        |               |  |  |  |  |  |  |
| Parti                   | Parti                                                               | Candidats à la présidence et colistiers | Premier tour | Premier tour | Sièges  | Sièges        | Sièges | Sièges        |  |  |  |  |  |  |
| Parti                   | Parti                                                               | Candidats à la présidence et colistiers | Votes        | %            | Chambre | +/–           | Sénat  | +/–           |  |  |  |  |  |  |
|                         | Rencontre progressiste - Front large - Nouvelle Majorité (EP-FA-NM) | Tabaré Vázquez Rodolfo Nin Novoa        | 1 124 761    | 51,68        | 52      | 12            | 16     | 4             |  |  |  |  |  |  |
|                         | Parti national (PN)                                                 | Jorge Larrañaga Sergio Abreu            | 764 739      | 35,12        | 36      | 14            | 11     | 4             |  |  |  |  |  |  |
|                         | Parti Colorado (PC)                                                 | Guillermo Stirling Tabaré Viera         | 231 036      | 10,61        | 10      | 23            | 3      | 7             |  |  |  |  |  |  |
|                         | Parti indépendant (PI)                                              | Pablo Mieres Iván Posada                | 41 011       | 1,88         | 1       | Nv            | 0      | Nv            |  |  |  |  |  |  |
|                         | Parti intransigeant (PIT)                                           | Victor Lissidini Mirta Ducuing          | 8 572        | 0,39         | 0       | en stagnation | 0      | en stagnation |  |  |  |  |  |  |
|                         | Union civique (UC)                                                  | Aldo Lamorte Eduardo Evangelista        | 4 859        | 0,23         | 0       | en stagnation | 0      | en stagnation |  |  |  |  |  |  |
|                         | Parti libéral (PL)                                                  | Julio Vera Jorge Borlandelli            | 1 548        | 0,07         | 0       | en stagnation | 0      | en stagnation |  |  |  |  |  |  |
|                         | Parti des travailleurs (PT)                                         | Rafael Fernández María Luisa Suárez     | 513          | 0,02         | 0       | en stagnation | 0      | en stagnation |  |  |  |  |  |  |
|                         |                                                                     |                                         |              |              |         |               |        |               |  |  |  |  |  |  |
| Votes valides           | Votes valides                                                       | Votes valides                           | 2 177 039    | 97,64        |         |               |        |               |  |  |  |  |  |  |
| Votes blancs et nuls    | Votes blancs et nuls                                                | Votes blancs et nuls                    | 52 572       | 2,36         |         |               |        |               |  |  |  |  |  |  |
| Total                   | Total                                                               | Total                                   | 2 229 611    | 100          | 99      | en stagnation | 30     | en stagnation |  |  |  |  |  |  |
| Abstention              | Abstention                                                          | Abstention                              | 258 205      | 10,38        |         |               |        |               |  |  |  |  |  |  |
| Inscrit / participation | Inscrit / participation                                             | Inscrit / participation                 | 2 487 816    | 89,62        |         |               |        |               |  |  |  |  |  |  |